# Schloss Gebsattel
Das Schloss Gebsattel ist eine Schlossanlage am Südrand von Gebsattel im mittelfränkischen Landkreis Ansbach in Bayern.

## Geschichte
Die Existenz einer dem Schloss vorangegangenen Burg in Gebsattel wird zwar allgemein angenommen, ist aber noch nicht definitiv nachgewiesen. Baustrukturen im Schloss können aber von einer Vorgängeranlage stammen. Der Ort ist nach Geba, der Gemahlin von Heinrich, dem letzten Grafen von Komburg, benannt. Dieser schenkte seinen Besitz in Gebsattel dem von seinem Bruder Burkhard gegründeten Kloster Komburg. Angehörige eines Ortsadelsgeschlechts von Gebsattel sind als Ministeriale des Stifts seit dem Ende des 12. Jhs. urkundlich belegt. Ein Sitz eines Amtmanns des Stifts Komburg wird zwar erst im Jahr 1564 erwähnt, ist aber schon für die vorangegangene Zeit anzunehmen. 1564 wurde mit dem Bau einer Scheune im Schlosshof begonnen. Dagegen intervenierte aber die Stadt Rothenburg, da sie aufgrund der massiven Fundamente annahm, dass dort ein festes Haus entstehen sollte. Dies wollte sie aber innerhalb ihrer Landwehr nicht dulden. Ebenso schritt Rothenburg gegen den Bau einer Umfassungsmauer 1585 ein. 1669 wird aber von einem umgebenden Graben berichtet, der heute verschwunden ist.
Das alte Schloss wurde 1579 als „schlechtes Häuslein“ bezeichnet, war also baufällig. 1588 wurde es restauriert und erweitert. Das heutige Gebäude ist Resultat dieser Umbaumaßnahmen, das Torhaus wird inschriftlich auf das Jahr 1580 datiert. Der westliche Flügel gehörte wohl ursprünglich zu den Wirtschaftsgebäuden und wurde erst im 18. Jh. zu Wohnzwecken umgebaut und mit einem Verbindungstrakt an den Hauptbau angeschlossen. Das Schloss war bis 1803 als Amtssitz im Besitz des Stifts und wurde 1901 durch die Freiherren von Gebsattel erworben. Diese gaben eine umfassende Renovierung des Schlosses durch den renommierten Münchner Architekten Gabriel von Seidl in Auftrag.

## Beschreibung
Der zweigeschossige Hauptbau steht über einem T-förmigen Grundriss; im Nordosten ist ihm ein Türmchen mit Zwiebelhaube angefügt. Der westliche Flügelbau schließt mittels eines Verbindungstrakts an den Hauptbau an. Ein besonders massiv gebautes Mauerrechteck im Keller könnte das Fundament eines mittelalterlichen Wohnturms gewesen sein. Dies muss aber noch durch Untersuchungen verifiziert werden. 